# Bob Fu

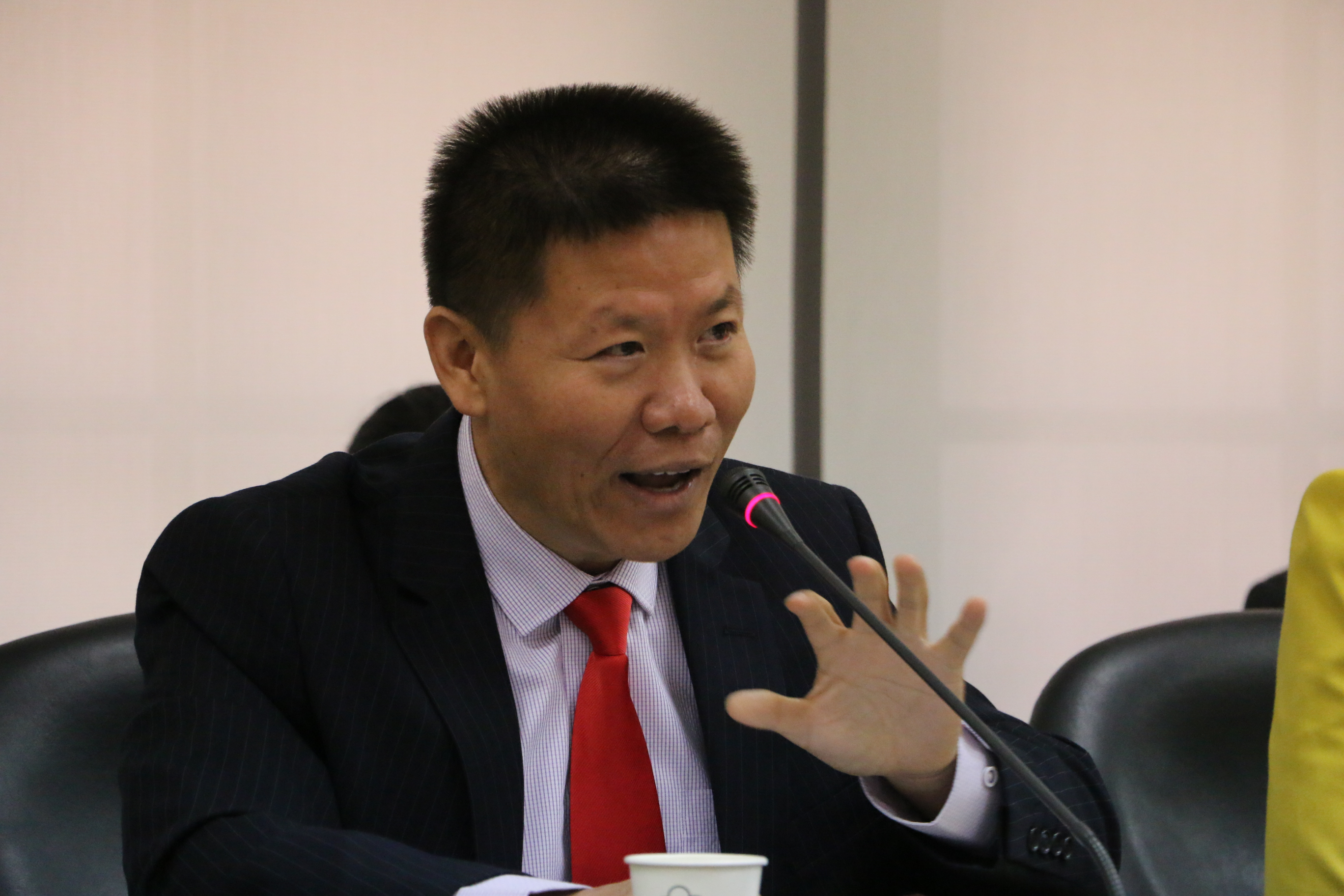
Bob Fu

Bob Fu (chinesisch: 傅希秋; Pinyin: Fù Xīqiū; * 1968) ist ein chinesisch-amerikanischer  Pfarrer. Fu ist der Gründer und seit 2002 Präsident von China Aid (eine gemeinnützige Nichtregierungsorganisation), die Christen in China Rechtsbeistand bietet. Fu wurde 1968 in Shandong geboren und studierte in den 1980er Jahren Englische Literatur an der Universität in Liaocheng. Fu trat dem Christentum bei, nachdem ein amerikanischer Lehrer ihm eine Biografie eines chinesischen konvertierten Christen gegeben hatte. Nach seinem Studium unterrichtete Fu Englisch an der  Zentralen Parteihochschule der Kommunistischen Partei Chinas in Peking, während er an der Chinesischen Hauskirchen-Bewegung teilnahm.
Im Jahr 1996 emigrierten Bob Fu und seine Familie nach Hongkong und danach in die Vereinigten Staaten, weil seine Frau schwanger war, ohne dass die Regierung die Erlaubnis gegeben hatte, dass sie ein Kind haben können.
Im Jahr 2002 gründete Fu die China-Aid-Vereinigung in Philadelphia, doch verlegte er den Hauptsitz 2004 nach Midland (Texas). Fu ist auch bekannt für seine Rolle bei der Verhandlung für den Barfußanwalt Chen Guangcheng, damit Chen mit seiner Familie in die Vereinigten Staaten auswandern konnte. In diesem Sinne wurde Fu als „Verbindung“ zwischen unterdrückten Gruppen in China und ausländischen Regierungen oder Medien beschrieben.

## Biografie

### Kindheit und Ausbildung
Bob Fu wurde 1968 in der Provinz Shandong geboren und begann 1987 mit dem Studium der englischen Literatur an der Universität Liaocheng. Während seiner Universitätszeit war Fu aktiv mit Politik beschäftigt und begann den Prozess der Kommunistischen Partei Chinas beizutreten, mit der Absicht, Regierungsbeamter zu werden. Seine amerikanischen Professoren predigten den Schülern nach dem Unterricht aus einer Taschenbibel. Fu organisierte eine Gruppe Studenten aus seiner Universität, um an den Protesten auf dem Tian’anmen-Platz 1989 in Peking teilzunehmen. Als er nach Shandong zurückkehrte, wurde gegen Fu ermittelt, doch wurde er nicht festgenommen. Fu beschloss, schließlich der Partei beizutreten. In diesem Jahr gab ihm ein amerikanischer Englischlehrer die Biografie von Xi Shengmo, einem chinesischen Christenführer aus dem 19. Jahrhundert. Nachdem Fu das Buch gelesen hatte, beschloss er, sich auch zum Christentum zu bekehren.
Nach seinem Studium unterrichtete Fu Englisch an der Zentralen Parteihochschule in Peking, während seine Frau Bochun Cai (geb. 1966) an der Chinesischen Volksuniversität studierte. Das Ehepaar predigte weitgehend das Christentum. Sie eröffneten eine Kirche auf dem Universitätsgelände sowie eine geheime Bibelschule im Bezirk Fangshan in Peking. Am 9. Mai 1996 wurde das Ehepaar festgenommen, weil sie ein christliches Ausbildungszentrum im Bezirk Fangshan, Peking, betrieben, und wegen illegaler Evangelisierung. Am 8. Juli verließen sie die Haft bei guter Gesundheit, wurden Berichten zufolge gut behandelt, aber gewarnt, sie sollen sich nicht mit Ausländern abgeben. Die Behörden sagten, dass Fu seinen Arbeitsplatz behalten und im Studentenheim der Schule der Kommunistischen Partei bleiben könne und keine Geldstrafe zahlen müsse.
Der Philadelphia Inquirer berichtete, dass das Paar nicht lange nach ihrer Inhaftierung plötzlich freigelassen worden sei. Fu erwähnte gegenüber dem Inquirer, er glaube die Freilassung geschah, damit sie überwacht, und damit ihre Besucher ins Visier genommen werden konnten. Seine Frau war in den darauffolgenden Monaten gezwungen, die Schule zu verlassen. Fu verlor seinen Arbeitsplatz und sie bekamen keine Schwangerschaftserlaubniskarte. Als sie im Oktober 1996 erfuhren, dass sie erneut festgenommen werden sollten, flüchteten Fu und Cai. Mithilfe von Freunden zogen sie zuerst aufs Land und gingen danach nach Thailand.

### Auswanderung und Aktivismus
Im selben Jahr wurde Fus Frau schwanger, dies war eine Verletzung der Ein-Kind-Politik. Anstatt sich der Strafe zu stellen, wanderten sie in die damals britische Kolonie Hongkong aus, wo Cai ihr Kind Daniel Fu (chinesisch: 傅博恩, Pinyin: Fù Bó'nn) gebar. Die National Association of Evangelicals hat beim Clinton-White-House erfolgreich Einfluss genommen, um Fu in den Vereinigten Staaten politisches Asyl zu gewähren, wo er 1997 einwanderte. Fu ließ sich in Philadelphia nieder und nahm am nahe gelegenen Westminster Theological Seminary teil. Im Juli 1998 zogen Fu und Cai in das benachbarte Glenside (Pennsylvania), wo sie mit einer anderen chinesischen Familie in einem Haus zusammenlebten, das von einem anonymen Spender gekauft worden war. Sie nahmen zu dieser Zeit die Namen „Bob“ und „Heidi“ an.
Fu gründete im Jahr 2002 die evangelische China-Aid-Association, als Reaktion auf eine Niederschlagung der nicht autorisierten „South China Church“ (chinesisch: 华南 教会; Pinyin: Huánán Jiàohuì) mit Sitz in Hubei. Fu und andere Christen hatten genug Geld gesammelt und engagierten 58 Rechtsanwälte für die Verteidigung, veröffentlichten bekannte Geschichten über den Prozess in The New York Times und im The Wall Street Journal. Der gesetzliche Anklagepunkt der „Untergrabung der Vollstreckung des Gesetzes“ wurde aufgrund unzureichender Beweise fallen gelassen. China Aid gewinnt Tausende Freiwilliger in China, die verfügbar sind, um Aktivitäten durchzuführen, die von Fu über das Internet, das Telefon und über Briefe aufgerufen werden. China Aid bezahlt auch die Gehälter von 30 Verteidigern.
Fu unterrichtete auch an der Oklahoma-Wesleyan-Universität.

### Tätigkeiten in Midland
Nachdem Bob Fu von einem anderen Pfarrer eingeladen worden war, Midland, Texas zu besuchen, verlegte er seine Tätigkeiten im Jahr 2004 dorthin. Nach Berichten in der New York Times unterhält Fu „enge Verbindungen mit Republikanern und evangelischen Christen“. Er hat in amerikanischen Kirchen in englischer Sprache gebetet und pflegt Kontakte mit evangelischen Gruppen in Texas. Im Jahr 2008 arrangierte Fu, dass sich der republikanische Abgeordnete Frank Wolf mit einem unerlaubten Hauskirchenführer in China treffen konnte. Im Jahr 2009 überredete Fu den George W. Bush United States National Security Council und das Außenministerium, der Familie von Gao Zhisheng Asyl zu gewähren. Gao ist ein Anwalt, der für seine Verteidigung von Hauschristen und anderen sensiblen Gruppen, wie Falun Gong, bekannt ist.
Im Mai 2012 übersetzte Fu den Anruf des Rechtsaktivisten Chen Guangcheng bei einer besonderen Kongressanhörung, die von dem Kongressabgeordneten Chris Smith einberufen wurde. Smith wollte dabei helfen, dass Chen mit seiner Familie in die USA einreisen kann, um  Jura zu studieren. Fu hatte Präsident Barack Obama kritisiert und meinte, Obama habe Chen „im Stich gelassen“, weil die Obama-Administration Chen nicht geholfen hatte, die Vereinigten Staaten zu besuchen. Chen war zur Zeit seines Anrufs in einem Krankenhaus in Peking.
Techniker der New York University veröffentlichten versehentlich, dass sie Spyware entdeckt hätten, die auf einem iPad und iPhone installiert war, die Fu durch seine Frau, Heidi Cai, an Chen als Geschenk überbringen ließ. Cohen beschuldigte Fu, dass er Chen ein Trojanisches Pferd gegeben habe, damit „Fu seine Kommunikationen heimlich überwachen kann“. Doch Fu stritt dies ab und sagte, dass seine Techniker für Chen nur Skype installiert hätten. Cohen und die New York University nahmen diese Anschuldigungen später zurück. Sie erklärten, dass dies aufgrund eines falschen Verständnisses der Technologie geschehen sei und das iPad und iPhone, das Chen von China Aid erhalten hatte, keine Spyware enthielt.

## China Aid
Im Jahr 2002 gründete Bob Fu die China-Aid-Vereinigung, die Religionsfreiheit in China voranbringen will, indem sie den Verfolgten beistehen, durch eine Stimme, die Missbräuche aufdeckt und die Führungskräfte vorantreiben will. Fu erzählte das Ziel der China-Aid-Vereinigung sei, das chinesische Volk „geistig und juristisch auszustatten“, damit sie „ihren Glauben und ihre Freiheit verteidigen können“, um letztlich mit Rechtsreformen „den Boden für das Evangelium“ in China ebnen zu können. In ihrer Steuererklärung 2010  beschrieb die Organisation, ihr Zweck der Geldbeschaffung sei, damit sie den Rechtsbeistand der angeklagten Christen in China bezahlen können. China Aid finanziert Hauskirchen in China, die von offiziellen protestantischen und katholischen Kirchen Chinas abweichen. China Aid veröffentlicht in China ein Hauskirchenmagazin mit einer Auflage von 80.000. Die Vereinigung spendet auch Geld und stellt Ausbildungs- und Brieffreundprogramme für chinesische religiöse Führer und ihre Familien zur Verfügung. China Aid lehnt Zwangsabtreibung und Zwangssterilisation ab.
Im Jahr 2010 erhielt China Aid $1,28 Millionen in Beiträgen und Zuschüssen und $84.741 in anderen Geldmitteln. Ihr Personal bestand aus 15 bezahlten Mitarbeitern und 40 Freiwilligen. Es wurde berichtet, dass zwei Jahre später, im Jahr 2012, das Budget der Organisation sich auf $1,5 Millionen belief. Sie haben Büros in Midland, Washington, D.C. und Los Angeles sowie ein Vollzeitpersonal von „Dutzenden“ in China und in Amerika. Die Organisation veranstaltet jährlich eine China-Aid-Gala im Midland Country Club, wobei sie im Jahr 2012 $400.000 sammelte. Die meisten Gelder kommen von Spenden der Midland Öl- und Gasindustrie. In relativer Hinsicht erhält China Aid nicht viel Unterstützung von der chinesisch-amerikanischen Gemeinschaft. Die Ölstadt war die Kindheitsheimat von George W. Bush und beherbergt viele evangelische Interessensgruppen, die im Namen von Christen in nicht-christlichen Ländern, wie Nordkorea, agieren. Viele Einwohner sind im Vorstand der China Aid.